# Бут, Эрни
Эрнест Эдвард Бут (англ. Ernest Edward Booth; 24 февраля 1876 — 18 октября 1935) — новозеландский регбист, один из членов «Ориджинал Олл Блэкс». Выступал на позиции замыкающего и трёхчетвертного. Известен по выступлениям за клуб «Отаго» и сборную Новой Зеландии, а также по журналистской работе.

## Биография
Начинал карьеру в регбийном клубе «Отаго», выступал в 1896—1907 годах. Сыграл за сборную Новой Зеландии 24 матча (в том числе три тестовых), набрал 19 очков (все в нетестовых матчах). Участник турне «Ориджинал Олл Блэкс» по Великобритании, Франции и Северной Америке, набрал в матчах турне 17 очков, отметился выступлением против Франции в турне «Ориджинал Олл Блэкс».
В 1908—1909 годах — игрок команды Нового Южного Уэльса, освещал в том же году турне сборной Австралии по Великобритании и провёл 5 игр за клуб «Лестер», став первым легионером в составе команды. Играл также за клуб «Ньютаун» и был капитаном в матче против новозеландского «Понсонби».
В Первую мировую войну Бут служил в АНЗАК и был секретарём YMCA. Получил прозвище «Генерал», поскольку был однофамильцем Уильяма Бута, основателя Армии спасения. В 1920-е годы стал профессиональным тренером команды региона Саутленд и занялся развитием регби в регионе — в связи с неприятием профессионализма в обществе ему пришлось покинуть пост команды. В 1924 году он сопровождал сборную Новой Зеландии во время их турне по Великобритании, Ирландии и Франции как представитель Австралийской ассоциации прессы. В 1926—1927 годах представлял сборную маори и сообщал о матчах для прессы Северного острова.
Скончался 18 августа 1935 года в Сент-Олбансе, пригороде Крайстчерча. Похоронен на старом кладбище Оамару.